# Palais de Neermahal
Le Palais de Neermahal (নীরমহল, ce qui veut dire Palais de l'Eau) est l'ancienne résidence d'été de la famille princière Manikya à 53km d'Agartala, capitale de l'état indien de Tripura. Il est bâti dans un style architectural moghol, et donne l'impression de flotter sur l'eau.
Construit en 1930, sur une des zones protégées d'Inde au centre du lac Rudrasagar, par le Maharaja Bir Bikram Kishore Manikya, il est maintenant un site touristique. On accède au palais en bateau. Chaque année, en décembre, lors du "Festival de Neermahal", les Nouka Baiche (courses de bateaux) sont organisées à cette occasion sur le lac.